# SMS Scharnhorst
Az SMS Scharnhorst a Császári Haditengerészet (Kaiserliche Marine) egyik páncélos cirkálója, korabeli német megjelölés szerint nagycirkálója (Großer Kreuzer) volt, a hajóosztályának első tagja és egyben névadó egysége. Egyetlen testvérhajója a Gneisenau volt. Az őket megelőző Roon-osztály nagyobb méretű változatai voltak, nehéztüzérségük több löveggel rendelkezett és a csúcssebességük nagyobb volt. A hajó a nevét a porosz hadseregreformer Gerhard von Scharnhorst altábornagy után kapta és 1907. október 24-én állították szolgálatba.
Rövid ideig a Nyílttengeri Flotta kötelékében teljesített szolgálatot 1908-09-ben, de ez idő nagy részét próbajáratokkal töltötte. 1909-ben a kínai Csingtaóban támaszponttal rendelkező Kelet-ázsiai Hajórajhoz helyezték át, ahol a Fürst Bismarckot váltotta a hajóraj zászlóshajójaként. A következő öt évben számos körutat tett ázsiai kikötőkbe Németország képviseletében. A hajóraj vezetői gyakran a fedélzetén utaztak ázsiai államfőkkel való találkozásaikhoz és jelen volt Taisó japán császár koronázási szertartásán 1912-ben.
Az első világháború kitörése után Csingtao fenyegetettsége miatt a hajóraj megpróbált hazatérni Németországba. Ehhez 1914 augusztusában a hajóraj parancsnokának, Maximilian von Spee altengernagy zászlóshajójaként szolgáló Scharnhorst a rajhoz tartozó Gneisenauval, két könnyűcirkálóval és számos szénszállítóval áthajózott a Csendes-óceánon Dél-Amerika déli partjaihoz. A Scharnhorst vezetésével a német hajóraj 1914. november 1-én legyőzött egy brit hajórajt a coroneli csatában. A vereség hatására a brit admiralitás két csatacirkálóval erősítette meg a térségben lévő haderejét, így az nagy számbeli és minőségbeli fölényre tett szert. Spee tengernagy a Horn-fok megkerülését követően, december 8-án a Falkland-szigeteki Port Stanley kommunikációs állomásának kiiktatására indított hadműveletet. Szerencsétlenségére épp előző nap érkezett ide a csatacirkálókat is a soraiban tudó brit kötelék, mely a szénkészletek gyors feltöltése után a chilei partok mentén tervezte keresni a német hajórajt. A brit kötelék az ellátási munkálatokat megszakítva kifutott és az előle elmenekülni igyekvő, de lassabb német hajóraj nagy részét a több órás harc után elsüllyesztette, köztük a Scharnhorstot is. A britek nem tettek erőfeszítéseket a hajótöröttei kimentésére, így a fedélzetén lévő 860 fő közül a falklandi csatában mindenki odaveszett Spee tengernaggyal együtt.
A hajó maradványait 2019. december 4-én – pár nappal a falklandi csata 105. évfordulója előtt – robot-tengeralattjárók segítségével találták meg Port Stanley-től mintegy 180 km-re délkeletre, 1610 méteres mélységben.

## Tervezése
Az osztály két egységét az 1900-ban elfogadott második flottatörvény alapján rendelték meg, melyben tizennégy páncélos cirkáló megépítését irányozták elő. A hajók az előző Roon-osztály egységeinél jelentősen nagyobb harci erőt képviseltek az erősebb tüzérségük és erősebb páncélzatuk révén. Ezen módosítások által szükség esetén az új páncélos cirkálók alkalmassá váltak csatasorba rendeződve vívott harcban való részvételre.
A Scharnhorst teljes hosszúsága 144,6 m, legnagyobb szélessége 21,6 m, legnagyobb merülése 8,37 m volt. A hajó tervezett vízkiszorítása 11 616 t, teljes terhelés melletti vízkiszortása 12 985 t volt. Három Marine típusú háromszoros expanziójú gőzgépét 18 széntüzelésű vízcsöves kazán látta el gőzzel. A hajtóműveinek összteljesítményét 25 644 lóerőben (19 123 kW) határozták meg, amivel 22,5 csomós csúcssebességet érhetett el. Fedélzetén 52 tiszt és 788 sorállományú tengerész teljesített szolgálatot. Ebből 14 tiszt és 62 sorállományú az alapállományon felül tartozott a hajórajparancsnok törzséhez.
Fegyverzet
A Scharnhorst elsődleges fegyverzetét nyolc darab 21 cm-es űrméretű, 40-es kaliberhosszúságú gyorstüzelő ágyú (21 cm SK L/40) alkotta, melyek közül négyet forgatható lövegtornyokban helyeztek el, kettőt a felépítmény előtti, kettőt az amögötti lévő lövegtoronyban (2×2). A többi négyet külön-külön oldaltornyokban helyezték el, melyek jóval korlátozottabb kilövést biztosítottak.
A másodlagos tüzérségéhez hat darab kazamatákban elhelyezett 15 cm űrméretű, 40-es kaliberhosszúságú gyorstüzelő ágyú (15 cm SK L/40) valamint 18 darab 8,8 cm űrméretű, 35-ös kaliberhosszúságú gyorstüzelő ágyú tartozott, melyek szintén kazamatákban kaptak helyet.
Felszerelték továbbá négy darab víz alatti 45 cm-es torpedóvető csővel. Egy a hajó orrában, egy a farában és egy-egy a két oldalában kapott helyet.
Páncélzat
A hajó páncélövét 15 cm vastag Krupp-acél alkotta, mely a citadella előtti és mögötti részen 8 cm-esre csökkent. A fedélzetét a védett helyeken 3,5–6 cm vastag páncéllemezek borították. A vastagabb lemezek a hajó érzékenyebb területeit, a hajtóművek és a lőszerkamrák feletti részt fedték. A középvonal mentén elhelyezett lövegtornyok oldalának vastagsága 18 cm, míg az oldaltornyoké 15 cm volt. A másodlagos tüzérség kazamatáit 13 cm-es páncéllemezek védték.

## Átépítések és ismertetőjegyek

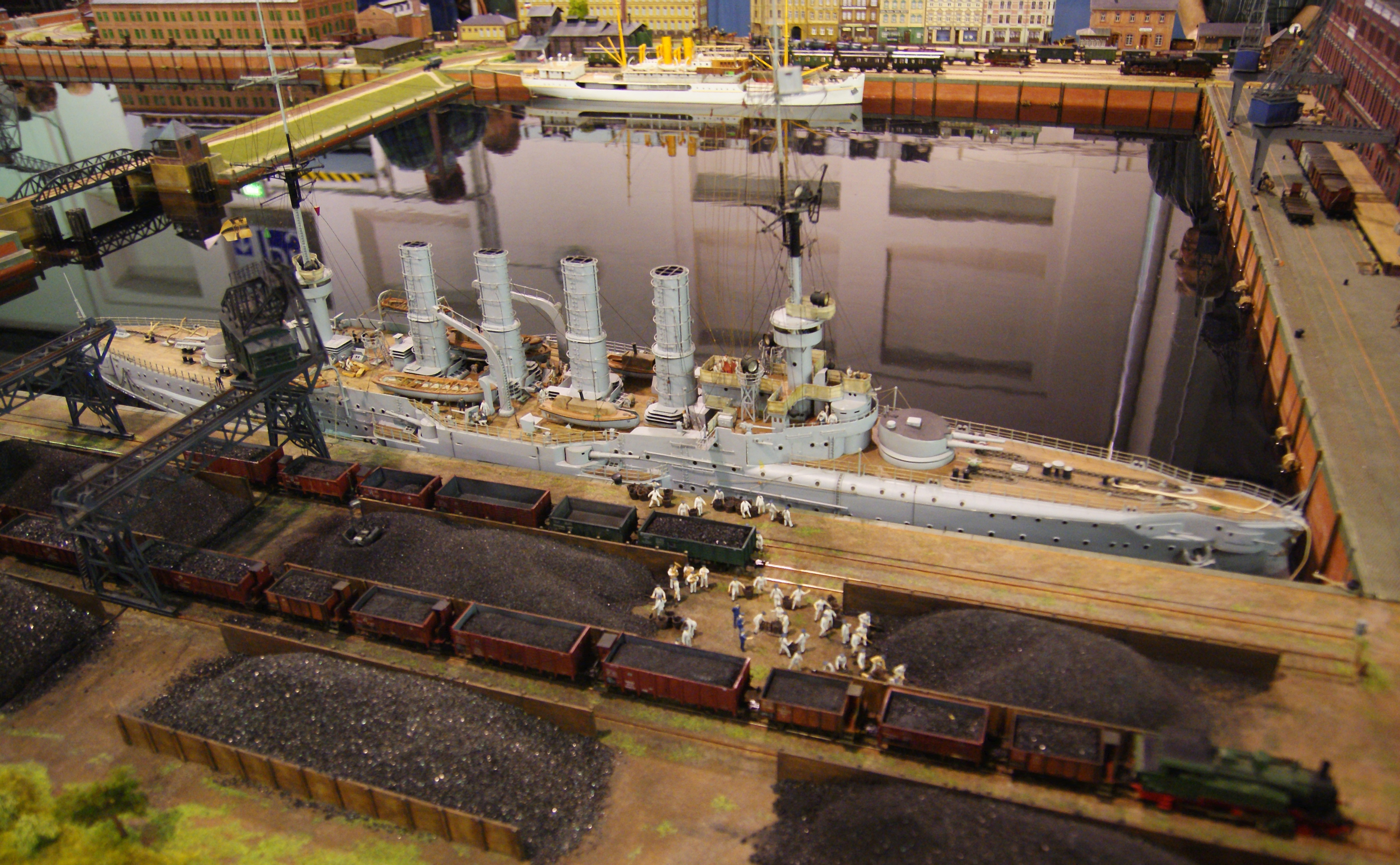
A már módosított fényszóró-elrendezésű és Fleckerstanddal ellátott Scharnhorst egy kikötőben (dioráma egy drezdai modellvasút kiállításon 2012-ben)

A cirkálón két alkalommal kisebb mértékű módosításokat hajtottak végre. Első alkalommal 1912-ben a daruhidakat távolították el a rajtuk lévő két-két fényszóróval együtt. A fényszórók új helyet kaptak, közülük egyet-egyet a parancsnoki híd mögött felállított platformokon, egyet az átalakított elülső árbóckosárban helyeztek el, míg a negyedik a hátsó árbóc nagy árbóckosarának tetején lévő, szintén módosított platformján kapott helyet úgy, hogy a korábban már ott lévő – és előzőleg középen hátrafele néző – fényszóróval átlósan helyezték el.
A tengerentúlra való elküldése előtt az előárbócon ismét változtatásokat hajtottak végre. Többek között az elülső árbóc felső részére kapott egy feltűnő és már nagy távolságból kivehető tüzérségi megfigyelő állást (Fleckerstand). Testvérhajójától, a csaknem teljesen ugyanilyen építésű Gneisenautól csak a gőzvezetékek kéményen való elhelyezése alapján lehetett biztosan megkülönböztetni. A Gneisenau második kéményének bal oldalán elől volt elhelyezve egy vezeték, mely túllógott a kémény rostélyán, míg a Scharnhorstnál az összes vezeték a kémény felső széle alatt végződött. Bár a későbbiek során (egyébként eltérően a korábbi Roon-osztály egységeitől) a Scharnhorst csónakdaruit normál esetben hátrafelé, a Gneisenauéit pedig előrefelé állítva rögzítették, ez nem számított biztos megkülönböztetési jegynek, mivel ez az eltérő elrendezésbeli különbség csak idővel alakult ki. A két hajót csak a háború idején lehetett könnyebben megkülönböztetni egymástól, mivel a Gneisenau ugyan átesett az első átépítésen, de a másodikon már nem, ezért az elülső árbóca nem rendelkezett a Fleckerstanddal, ami így a Scharnhorst ismertetőjegye maradt.

## Szolgálata

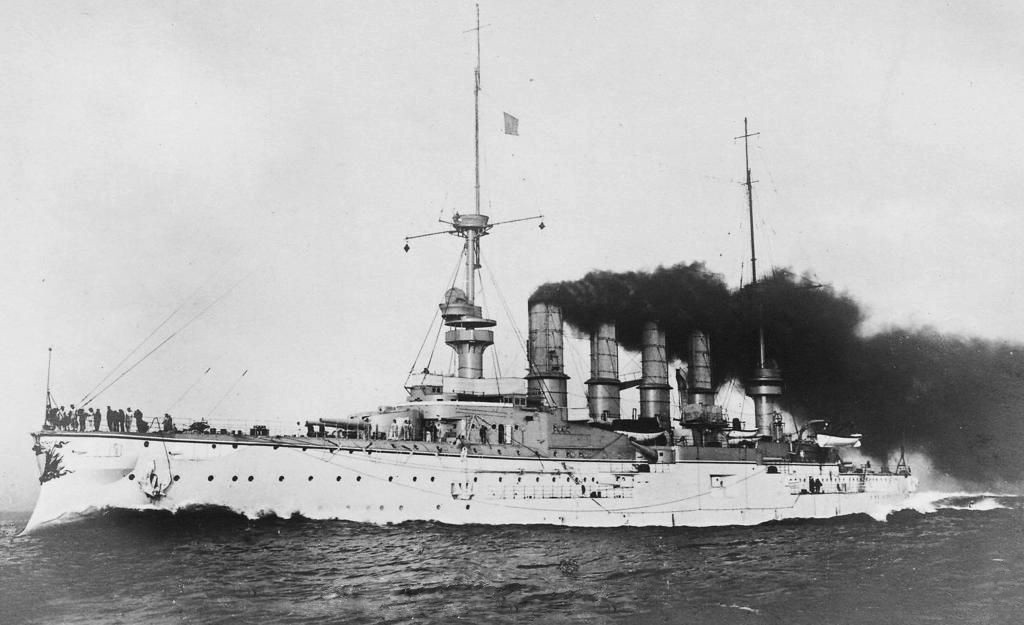
A Scharnhorst nagy sebességgel halad valamikor 1908 körül (talán a próbajáratai során)

A Gerhard von Scharnhorst altábornagyról, a napóleoni háború nagy porosz hadseregreformeréről elnevezett cirkáló gerincét a hamburgi Blohm & Voss hajógyárban fektették le 1905. március 22-én 175-ös konstrukciós számmal.
Vízrebocsátására 1906. március 23-án került sor és a ceremónián gróf Gottlieb von Haeseler vezértábornagy mondta a keresztelő beszédet. Másfél évvel később, 1907. október 24-én került a flotta állományába, a próbajárataira ezután került sor. A teszteken a tervezett sebességénél egy csomóval tudott gyorsabban haladni, elérve a 23,5 csomót.
November 6. és 11. között a próbajáratait Vilmos császár yachtjának, a Hohenzollernnek és a Königsberg könnyűcirkálónak a kíséretében a hollandiai Vlissingenbe és az angliai Portsmouthba tett út szakította meg. 1908. január 14-én a Scharnhorst zátonyra futott a Kielhez közeli Bülk világítótoronynál és súlyos víz alatti károkat szenvedett. A javítási munkálatokat a Blohm &  Voss végezte és február 22-ig tartottak. Ezután április végéig folytatta a próbajáratait. Május 1-én a Yorckot váltotta a Nyílt-tengeri Flotta felderítőcsoportjának az élén és az alakulat vezetőjének, August von Heeringen ellentengernagynak lett a zászlóshajója. Az év hátralévő részében a rendszeres békeidőbeli rutingyakorlatokat és flottamanővereket teljesítette.

### A Kelet-ázsiai Hajóraj kötelékében
1909. március 11-én a Scharnhorstot a Kelet-ázsiai Hajórajhoz (Ostasiengeschwader) irányították át. A Hochseeflotte felderítőcsoportjának élén helyét a Yorck vette át. Az útra való felkészülés befejeztével április 1-én hagyta el Kielt fedélzetén Friedrich von Ingenohl ellentengernaggyal, aki érkeztekor átvette a hajóraj parancsnokságát. Április 29-én Colombo kikötőjében találkozott a hazaúton lévő Fürst Bismarckkal, az Ostasiengeschwader korábbi zászlóshajójával. Itt a Scharnhorst átvette tőle a zászlóshajó szerepét. A hajórajhoz ekkor a Leipzig és az Arcona könnyűcirkálók valamint több ágyúnaszád és torpedónaszád tartozott. Júliusban és augusztusban a Scharnhorst a Sárga-tengeren tett cirkáló körutat és felkereste a térség kikötőit. A decembert és 1910 januárjának elejét a Leipziggel és a Luchs ágyúnaszáddal Hongkongban töltötte. A hajók legénységei itt ünnepelték a Karácsonyt és az Újévet.
1910 januárjában a Scharnhorst, a Leipzig és a Luchs kelet-ázsiai kikötőket felkeresve indult körútra, érintve Bangkokot, Manilát, Szumátra szigetét és Észak-Borneót. Március 22-re a Scharnhorst és a Leipzig visszatért Csingtao német támaszpontjára. Időközben februárban az Arcona elhagyta a hajórajt, a pótlására érkezett Nürnberg könnyűcirkáló április 9-én érkezett meg. Az altengernaggyá előléptetett Ingenohlt június 6-án Erich Gühler ellentengernagy váltotta az alakulat élén. Az új hajórajparancsnok a Scharnhorsttal és a Nürnberggel június 20-án indult útnak a csendes-óceáni német kolóniák felkeresésére. A Mariana-szigeteket, Trukot és Német Szamoa fővárosát, Apiát ejtették útba. Az utolsó kikötőben a cirkálók találkoztak a Cormoran és a Condor védett cirkálókkal, melyek a Csendes-óceán déli részének állomáshelyén (Südseestation) teljesítettek szolgálatot. Míg itt voltak, július 22-én beérkezett az erősítésként küldött új Emden könnyűcirkáló a hajórajhoz.

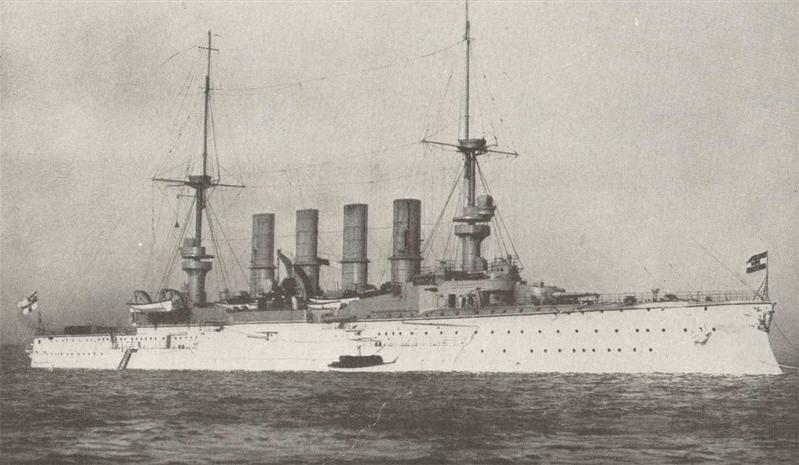
Háború előtti felvétel a Scharnhorstról

1910-ben a Scharnhorst nyerte a Kaiserschießpreist, a Császári Haditengerészet hadihajóinak tüzérségi versenyét a kategóriájában. November 25-én a hajórajjal Hongkongba és Nankingba tett utat. A hongkongi tartózkodása alatt felütötte fejét a tífusz a legénység körében. A megfertőződöttek között volt Gühler tengernagy is, aki 1911. január 21-én elhunyt a betegség következtében. Közben Ponape szigetén lázongás tört ki, ami szükségessé tette az Emden és a Nürnberg helyszínre érkezését. A Scharnhorst ezzel egyidőben délkelet-ázsiai körútra indult, érintve Saigont, Szingapúrt és Batáviát. Hongkong és Amoy érintésével március 1-én érkezett vissza Csingtaóba, ahol Günther von Krosigk ellentengernagy átvette a hajóraj parancsnokságát. Két héttel később, március 14-én az Ostasiengeschwader tovább erősödött a Scharnhorst testvérhajójának, a Gneisenaunak a beérkezésével.
Március 30-tól május 12-ig a Scharnhorst Krosigkkal a fedélzetén a japán vizeken cirkált. Ezt követően július elején az állomáshelyéhez tartozó körzet északi részére hajózott. Európában ekkor alakult ki feszültség a második marokkói válság miatt. Krosigk igyekezett a szituációt nyugodtan kezelni Kelet-Ázsiában és a hajóival a Sárga-tenger kikötőit érintő útra indult. A cirkálók szeptember 15-re érkeztek vissza Csingtaóba, ahol a Scharnhorst dokkba került az éves karbantartás elvégzésére. Erre a rövid időre Krosigk zászlóshajójaként a Gneisenau szolgált. Október 10-én a Csing-dinasztia ellen kitört a xinhai forradalom, ami nagy feszültséget okozott az európaiak körében, mivel az 1900-1901-es bokszerlázadáshoz hasonló idegenellenes megnyilvánulásoktól tartottak. A hajóraj többi hajóját készültségbe helyezték a német érdekek megvédésére és további katonaságot küldtek a német konzulátus védelmére. Az európaiak elleni támadásokra azonban nem került sor, így a hajóraj közbeavatkozására sem.

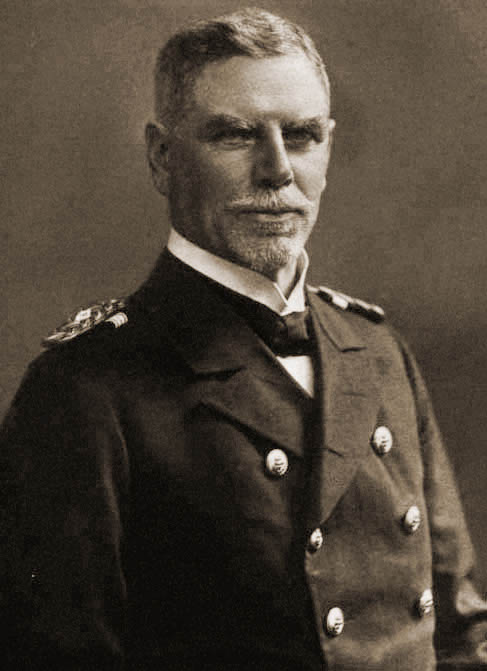
Maximilian von Spee altengernagy

November végére a Scharnhorst ismét szolgálatba állt és Krosigk visszatért rá. Tiencsin és Yantai érintésével Sanghajba hajózott, ahova december 12-én érkezett meg. 1912. január 14. és 24. között a kínai partok középső kikötőit kereste fel és március 9-én tért vissza Csingtaóba, ahol a hajóraj többi része gyülekezett. Április 13-án egy hónapos útra indult a japán vizekre, ahonnan május 13-án érkezett vissza. Július 17. és szeptember 4. között ismét japán kikötőket keresett fel és közben látogatást tett Vlagyivosztokba és több más sárga-tengeri kikötőbe is.
Július 30-án elhunyt Meidzsi japán császár. A Scharnhorst Vilmos császár öccsét, Henrik herceget szállító Leipziget kísérte el Japánba az uralkodó temetésére és az új japán császár koronázási szertartására. A hajók szeptember 5. és 26. között Japánban maradtak. A Csingtaóba való visszatérése után Henrik herceg szemlét tartott a Kelet-ázsiai Hajóraj egésze felett. December 4-én Krosigk átadta a hajóraj feletti parancsnokságot Maximilian von Spee ellentengernagynak. December 27-én Spee a Scharnhorsttal és a Gneisenauval a délnyugat-csendes-óceáni térségbe tett körutat útba ejtve Amoyt, Szingapúrt és Batáviát. A két cirkáló 1913. március 2-án érkezett vissza Csingtaóba. Április 1. és május 7. között a Scharnhorst Speevel a fedélzetén Japánba hajózott, ahol a tengernagy találkozott Taisó császárral. Június 22-én Spee a csendes-óceáni térség német védnökség alatti területeinek felkeresésére indult a zászlóshajójával. Ennek során látogatást tett a Mariana-szigeteken, az Admiralitás-szigeteken, a Hermit-szigeteken, az új-pomerániai Rabaulon és a Német Új-Guineán lévő Friedrich-Wilhelmshafenben.
Rabauli tartózkodása idején, július 21-én Spee értesült az újabb kínai zavargásokról, ami miatt visszatért a Sanghaj előtti Wusong révjéhez július 30-ára. Miután a helyzet nyugodtabbá vált, a tengernagy rövid cirkálóutat tett a hajóival Japánba november 11-el kezdődőleg. A Scharnhorst a raj többi részével november 29-én visszatért Sanghajba, majd újabb délnyugat-ázsiai útra indult. Spee ennek során találkozott VI. Ráma sziámi királlyal és felkereste Szumátrát, Észak-Borneót és Manilát. Spee 1914. március 19-én tért vissza Csingtaóba. Május elején az immár altengernaggyá előléptetett Spee a Scharnhorsttal és az S 90 jelű rombolóval (torpedónaszáddal) látogatást tett Port Arthurba majd Tiencsinbe. Innen Pekingbe ment tovább, ahol találkozott Jüan Si-kajjal, Kína első elnökével. Május 11-én tért vissza a Scharnhorst fedélzetére és indult vissza Csingtaóba. Ezt követően Spee hozzákezdett egy Német Új-Guineába tervezett út előkészítésének. A Scharnhorst június 20-án indult útnak. Csingtaóban a nagyobb hadihajók közül egyedül az Emden maradt.
A Scharnhorst Gneisenauval Nagaszakiban találkozott, ahol teljesen feltöltötték a szénkészleteiket. Ezután délnek hajóztak és július elején Trukhoz értek, ahol ismét szenet vételeztek. Útközben értesültek a szarajevói merényletről. Július 17-én a hajóraj a Karolina-szigetekhez tartozó Ponape szigethez érkezett. Spee itt foghatta a német rádiójeleket és ezekből értesült Ausztria-Magyarország Szerbiának küldött hadüzenetéről és az orosz mozgósításról a Monarchia – és Németország – ellen. Július 31-én hír érkezett arról, hogy az orosz demobilizálást követelő német ultimátum határideje lejárt. Spee ekkor elrendelte a hajóinak a háborús viszonyoknak megfelelő felkészítését. Augusztus 2-án Vilmos császár elrendelte az Oroszország és szövetségese, Franciaország elleni mozgósítást.

### Első világháború
Az első világháború kitörésekor az Ostasiengeschwader fő erejét a Scharnhorst és a Gneisenau páncélos cirkálók (nagycirkálók) valamint az Emden, Nürnberg és a Leipzig könnyűcirkálók (kiscirkálók) alkották. A Nürnberg visszatérőben volt az Egyesült Államok nyugati partjáról, ahol a Leipzig épp leváltotta őt, míg az Emden egyedüli cirkálóként Csingtaóban volt. 
1914. augusztus 6-án a Scharnhorst és a Gneisenau a Titania ellátóhajóval és a japán Fukoku Maru szénszállítóval még Ponapénál horgonyzott. 
Spee visszahívta a Csendes-óceán különböző pontjain lévő könnyűcirkálókat. A Nürnberg még aznap csatlakozott a páncélos cirkálókhoz, ami után Spee az Északi Mariana-szigetekhez tartozó Pagan szigethez hajózott.

Az Ostasiengeschwader egységeinek útvonala a háború elején

Az összes elérhető szénszállítót, ellátóhajót és személyszállítót Paganhoz rendelték, és az Emden és a segédcirkálóvá átalakított Prinz Eitel Friedrich is ide érkezett meg augusztus 12-én. A négy cirkáló a segédcirkálóval és a szénszállítókkal ezután a Csendes-óceán középső része felé indult el, úti céljuk a semleges Chile volt, ahol kedvezőbbnek ígérkeztek a szenelési lehetőségek. Augusztus 13-án Karl von Müller sorhajókapitány, az Emden parancsnoka azzal a javaslattal állt elő, hogy a hajóját bocsássák szabadon folytatandó kereskedelmi háború folytatására az Indiai-óceánon. Augusztus 14-én a raj a Scharnhorst vezetésével elhagyta Pagant a Marshall-szigeteken lévő Eniwetok atoll irányába. A partoktól távolabb érve Spee jelzésére az Emden kivált a kötelékből és az Indiai-óceán felé vette az irányt. Eniwetokra a raj augusztus 20-án érkezett meg és itt ismét szenet vételeztek.
A német főparancsnokságot hogy értesítse a helyzetéről, Spee a Nürnberget a Hawaii-szigeteken lévő Honoluluba küldte, ahonnan a semleges országokon keresztül üzeneteket juttathattak el Németországba. A Nürnberg azzal a hírrel tért vissza, hogy Német Szamoát antant csapatok szállták meg augusztus 29-én. A Scharnhorst és a Gneisenau Apiához hajózott, hogy felmérje az ottani helyzetet. Spee remélte, hogy meg tud lepni egy ellenséges hadihajót vagy ellenséges köteléket, de mikor szeptember 14-re odaért, már nem talált ott hajókat.

#### Papeete lövetése

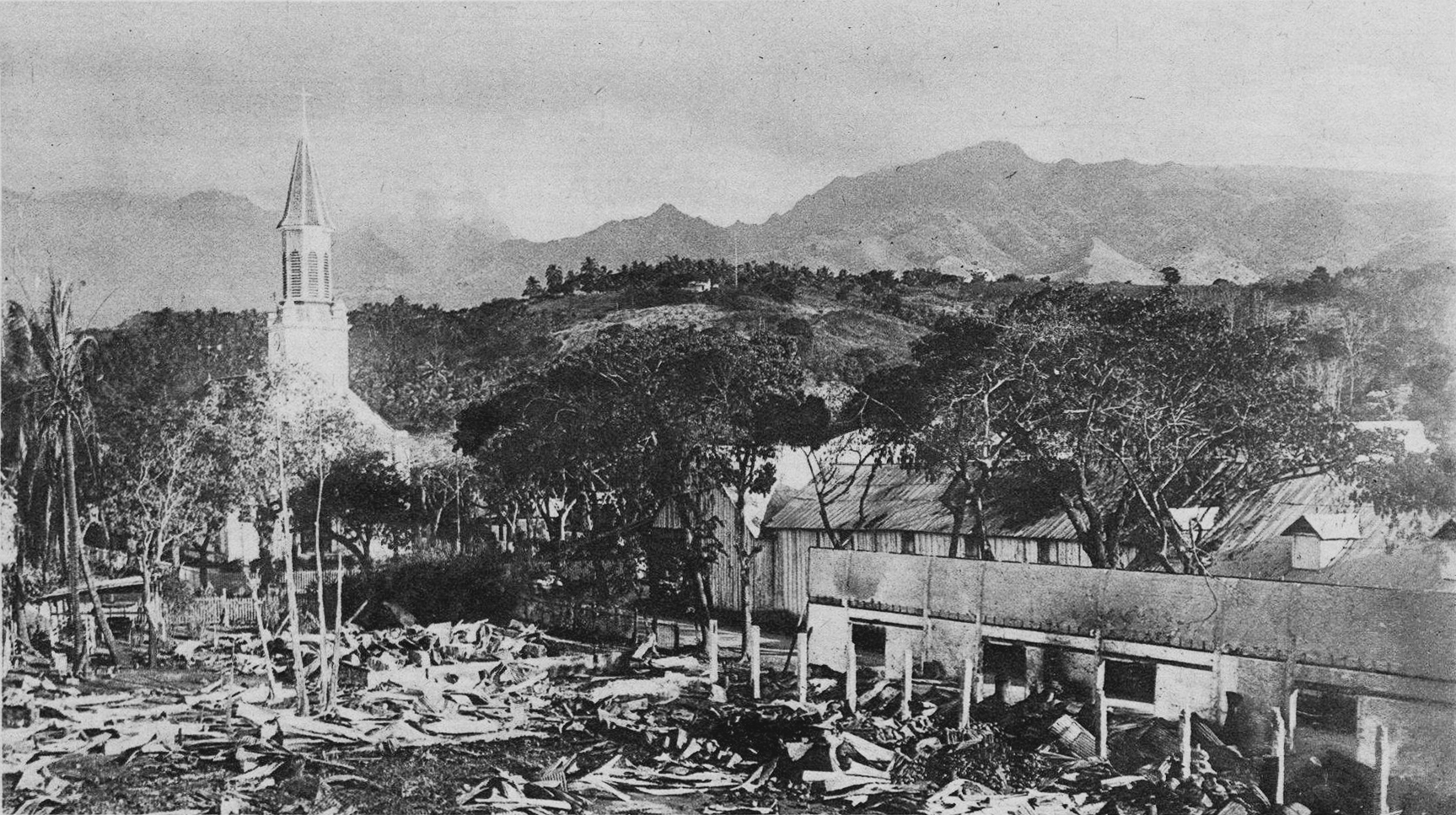
Papeete a támadás után

Szeptember 22-én a Scharnhorst és a Gneisenau Francia Polinézia fővárosa, a Tahiti szigetén lévő Papeete elé érkezett, ahol szenet kívántak vételezni békés körülmények között. A francia helyőrség parancsnoka azonban nem kívánt tárgyalni a németekkel és a parti ütegekkel tűz alá vetette a német hajókat. Válaszul a páncélos cirkálók két rövid tűzcsapást mértek a katonai célpontokra, melynek eredményeképpen az ütegeket elnémították a kikötőben horgonyzó Zélée ágyúnaszádot pedig elsüllyesztették. Az ágyúnaszádra leadott lövések közül többnek a lövedéke a mögötte lévő kikötői raktárak közé csapódott be, aminek következtében az ott tárolt gyúlékony kopra lángra kapott és két háztömb leégett. Az előzetesen figyelmeztetett lakosság nagy része időben elhagyta a várost, így csak két halálos áldozatot követelt az ágyúzás. Attól tartva, hogy a kikötőben aknák lettek telepítve – és mivel a franciák a szénraktárakat korábban már felgyújtották –, Spee nem tett kísérletet a szénkészletek megszerzésére.
Október 12-én a hajóraj a Húsvét-szigethez érkezett. Itt csatlakozott hozzájuk a Dresden és a Leipzig, melyek október 12-én és 14-én érkeztek ide az amerikai vizekről. A Leipzig három szénszállítót hozott magával. Egy hét után a hajók innen Chile felé haladtak tovább. Október 26. estéjén hagyták el a szárazföldtől 700 km-re lévő Más a Fuera szigetet, ahonnan Valparaíso felé vették az irányt és október 30-án közelítették meg ezt a kikötőt. November 1-én Spee a Prinz Eitel Friedrichtől tudta meg, hogy a brit Glasgow könnyűcirkáló Coronelnél vetett horgonyt az előző nap. A német tengernagy Coronel felé vette az irányt, hogy a magányos cirkálót elkapja.

#### Coroneli csata

A coroneli csata

Christopher Cradock ellentengernagy térségben lévő hajórajához a Good Hope és Monmouth páncélos cirkálók, a Glasgow könnyűcirkáló valamint az Otranto segédcirkáló tartozott. A rajt megerősítették még a Canopus (pre-dreadnought) csatahajóval és a Defence páncélos cirkálóval, de az utóbbi nem érkezett be időben, a Canopust pedig Cradock hátrahagyta a szénszállítók biztosítására, mivel úgy érezte, annak a sebessége túl alacsony ahhoz, hogy a kötelékében tartva a német hajókat csatára bírhassa.
Az Ostasiengeschwader november 1-én délután ért Coronel elé, ahol meglepetésére a Glasgow mellett a Good Hope-pal, a Monmouth-szal és az Otrantóval is összetalálkozott. A szénszállítókat kísérő Canopus ekkor még 300 mérföldre le volt maradva. 16:17-kor a Glasgow észlelte a német hajókat. Cradock a Good Hope vezetésével csatasorba rendezte a hajóit, mögötte a Monmouth, a Glasgow, majd az Otranto haladt. Spee úgy döntött, megvárja míg a Nap lejjebb ereszkedik, mikor annak sugarai még kiemelik a brit hajók sziluettjeit, a saját hajóit viszont nehezen kivehetővé teszi a mögötte lévő partvonal.
18:07-re a két hajóraj közötti távolság 13 500 méterre csökkent és Spee 30 perccel később tűzparancsot adott ki a hajóinak. Mindegyik hajója a sorban vele megegyező brit hajóra nyitott tüzet. A Scharnhorst a Good Hope-ot vette célba és a harmadik sortüzével elérte rajta az első találatot, mely az elülső lövegtorony és a parancsnoki torony között nagy tüzet okozott. A távolság belövése után a német tüzérek gyors ütemű sortüzekre váltottak, 15 másodpercenként leadva a sortüzeket a fő tüzérség lövegeivel. Knoop tengerészfőhadnagynak, a Scharnhorst tüzérségi megfigyelőtisztjének jelentése szerint „Folyamatos találatokat lehetett megfigyelni ... a Good Hope középső részét ismételten találatok érték sok tüzet okozva ... ezen a részen a hajó belső része lángokban állt, aminek világító fényeit látni lehetett az ablakain át."

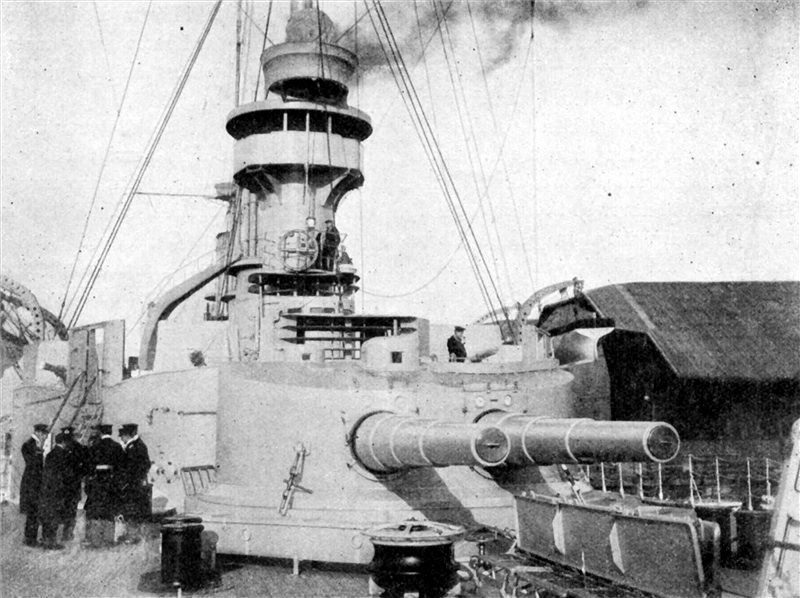
A cirkáló hátsó lövegtornya a 21 cm-es ágyúkkal

Közben a Glasgow tüzet nyitott a Scharnhorstra és a Gneisenaura, mivel a német könnyűcirkálókat már nem tudta célba venni. Az egyik 102 mm-es lövedéke eltalálta a Scharnhorst elejét, de nem robbant fel. 18:50-kor a Monmouth-t a Gneisenau súlyosan megrongálta és kivált a csatasorból. Ezután a Gneisenau csatlakozott a Scharnhorsthoz a Good Hope lövetésében. Ugyanekkor a Nürnberg kis távolságra megközelítette a Monmouth-t és tűz alá vette. 19:23-kor két nagy robbanást követően a Good Hope ágyúi elhallgattak és a német tüzérek röviddel ezután felhagytak a tüzeléssel. A Good Hope eltűnt a sötétségben, elsüllyedését nem látták egyik hajóról sem. A Scharnhorst megfigyelőinek jelentése szerint tüzérségük legalább 35 találatot értek el a brit zászlóshajón. Spee a könnyűcirkálóit a sérült brit páncélos cirkálók megközelítésére és ellenük torpedótámadás végrehajtására rendelte, míg maga a két páncélos cirkálójával délnek tért ki, hogy ne akadályozza őket a manőverezésben.

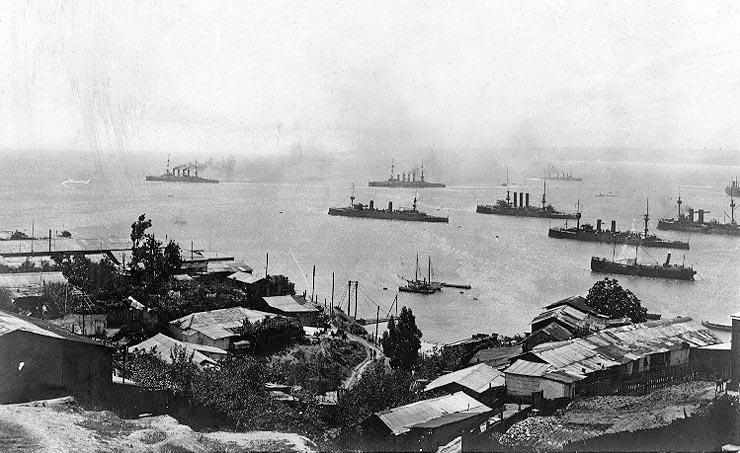
A német hajóraj elhagyja Valparaísót november 3-án, élen a Scharnhorsttal és a Gneisenauval, a Nürnberg követi őket. Közepes távolságban az Esmeralda, az O'Higgins és a Blanco Encalada cirkálók és a Capitán Prat csatahajó láthatók

A Glasgow magára hagyta a Monmouth-t 19:20 után, mikor a német könnyűcirkálók a közelükbe értek, majd déli irányba menekült, hogy találkozhasson a Canopus-szal. Egy esőfelhő miatt a németek nem találtak rá a Monmouth-ra, de a leszakadt Nürnberg belebotlott és ágyútűzzel elsüllyesztette. Több mint 1600 ember veszett oda a két brit páncélos cirkáló elsüllyedésekor, köztük Cradock tengernagy. A német veszteségek elhanyagolhatóak voltak. A csata során a német cirkálók ugyanakkor a lőszerkészletük több mint 40%-át felhasználták. A Scharnhorstot a csata során két találat érte, de egyik lövedék sem robbant fel. A második találat – egy 76 mm-es lövedéké – a harmadik kéményén haladt át. Repesztalálatok ugyanakkor megrongálták az antennáit. A legénységének egyetlen tagját sem érte sérülés. A német hajókon egyedül a Gneisenau két tengerésze sérült meg könnyebben.
A csata után Spee északnak, Valparaísóba hajózott. Mivel Chile semleges állam volt, csak három hadihajó köthetett itt ki egyszerre. Spee a Scharnhorst mellett a Gneisenaut és a Nürnberget vitte magával és november 3-án vetett horgonyt velük, míg a Dresdent és a Leipziget a szénszállítókkal Más a Fuera szigetnél hagyta hátra. Valparaísóban a három hajó szenet vételezett és Spee kapcsolatba lépett az Admiralstabbal (a haditengerészet vezérkarával), hogy meghatározhassa a térségben maradt brit erők nagyságát. A cirkálók csak 24 órára maradtak a kikötőben a nemzetközi törvényekre figyelemmel. Innen továbbhajózva november 6-án Más a Fuerához érkezett, ahol újra szenet vételeztek elfogott brit és francia szénszállítókról. November 10-én a Dresden és a Leipzig is kikötött Valparaísóban és öt nappal később Spee a többi hajójával a délen lévő St. Quentin-öbölbe, a Penas-öböl egyik melléköble felé hajózott tovább. November 18-án a Valaraísóból érkező két könnyűcirkáló útközben beérte és együtt folytatták az útjukat a St Quentin-öböl felé. Itt újra szenet vételeztek, mivel a Horn-fok megkerülése hosszúnak ígérkezett és nem lehetett tudni, hogy lesz-e lehetőségük közben szenet vételezni.

#### Falklandi csata

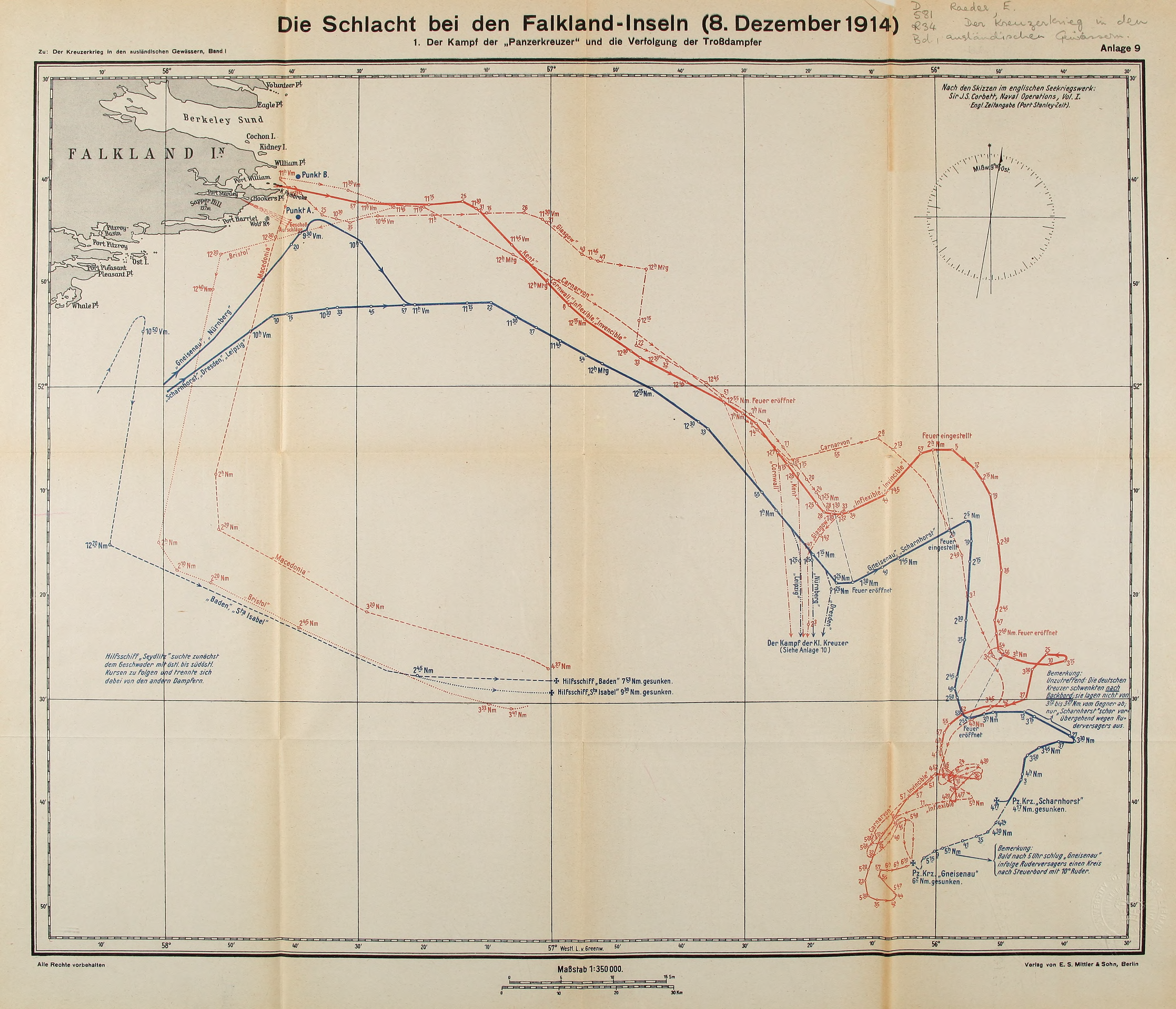
A páncélos cirkálók harca a csatacirkálókkal

Miután a vereség híre elérte Londont, a Royal Navy hozzálátott egy olyan haderő összeállításának, mely elfoghatta és megsemmisíthette az Ostasiengeschwadert. Ehhez az Invincible és Inflexible csatacirkálókat kivonták a Grand Fleet kötelékéből és Doveton Sturdee altengernagy parancsnoksága alá helyezték őket. A két hajó november 10-én hagyta el a devonporti hajógyárat és a Falkland-szigetek felé vezető útjukon csatlakoztak hozzájuk a Carnarvon, Kent és Cornwall páncélos cirkálók, a Bristol és Glasgow könnyűcirkálók valamint a Macedonia segédcirkáló. A nyolc hajóból álló haderő december 7-én ért a Falkland-szigetekhez, ahol azonnal hozzákezdtek a szén vételezéséhez.
Eközben november 26-án Spee hajói elhagyták a St. Quentin-öblöt és december 2-án megkerülték a Horn-fokot. Elfogták a 2500 t jó minőségű Cardiff-szenet szállító kanadai Drummuir barkot. A Leipzig vontába vette a vitorlást és másnap megállt vele a Picton-szigetnél és a szénkészletét a hajóraj szénszállítóira hordták át. December 6-ának reggelén Spee konferenciát tartott a hajóparancsnokainak részvételével a Scharnhorst fedélzetén, hogy megbeszélje velük a továbbiakat. A németek számos töredékes és ellentmondásos jelentést kaptak a térségbe érkezett brit erőkről illetve azok távozásáról. Spee és két hajóparancsnoka abban a feltevésben, hogy a Falkland-szigeteken nem tartózkodnak ellenséges hadihajók, egy itteni támadást részesített volna előnyben, míg a három másik hajóparancsnok inkább a szigeteket kikerülve az argentin partok menti brit hajóforgalom ellen lépett volna fel. Spee véleménye döntött és a hajóraj december 6-án 12:00-kor a Falkland-szigetek felé vette az irányt.
A Gneisenau és a Nürnberg lett kijelölve a támadás végrehajtására, míg a többi hajó látótávolságon belül helyezkedve biztosította őket. Másnap reggel e két hajó megközelítette a Falkland-szigeteket azzal a szándékkal, hogy elpusztítják a rádióállomását. A Gneisenau őrszemei füstöt észleltek felszállni Port Stanley kikötőjéből, de előbb úgy vélték, a britek a szénkészleteiket gyújtották meg, hogy ne kerülhessen a kezükre. Ahogy közelebb értek a kikötőhöz, az őrhajóként a sekély vízben a tengerfenékre ültetett Canopus által kilőtt lövedékek csapódtak be a közelükbe és több árbóccsúcsot is megpillantottak a gomolygó füstben, ami miatt Spee a támadás megszakítása mellett döntött.
Miután 10:45-kor újrarendeződtek, a németek 22 csomós sebesség mellett délkeleti irányt vettek fel. A Scharnhorst volt a középső hajó, a Gneisenau és a Nürnberg voltak elől, a Dresden és a Leipzig pedig hátul. A gyors csatacirkálók hamar felfűtötték a kazánjaikat és az Ostasiengeschwader lassabb hajóinak üldözésére indultak.

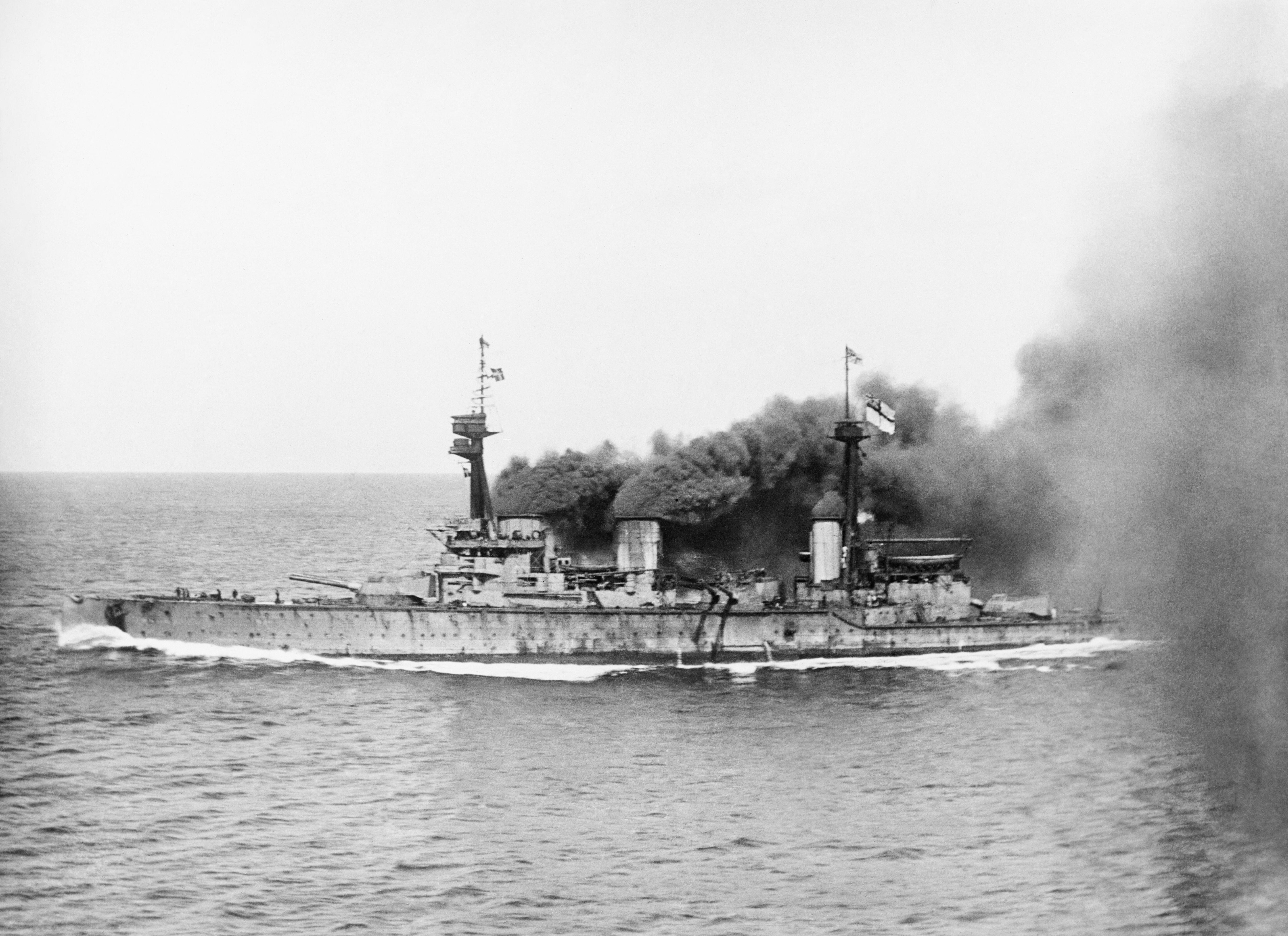
Az Invincible egy falklandi csatában készült felvételen

13:20-ra a brit hajók beérték a németeket és 14 km távolságból tüzet nyitottak rájuk. Spee felismerve, hogy a páncélos cirkálói nem tudnak elmenekülni a jóval gyorsabb csatacirkálók elől, a három könnyűcirkálójának utasítást adott az elszakadásra. Maga a Scharnhorsttal és a Gneisenauval a jóval erősebb fegyverzetű csatacirkálók felé fordult és felvállalta velük a küzdelmet. Sturdee a páncélos cirkálóit ekkor a német könnyűcirkálók után küldte. Az Invincible a Scharnhorstra, az Inflexible a Gneisenaura nyitott tüzet és Spee is hasonlóan rendelte el a páncélos cirkálói számára a célkiosztást. Spee a szélfelőli oldalán tartotta a hajóit, így a szél a füstöt az ellenség felé eső oldalról elfújta és ez jobb kilátást biztosított a tüzérei számára. Sturdee ellenben a szélvédett oldalával volt a németek felé, ennek megfelelően a kilátása is rosszabb volt a célpontok irányába. A Scharnhorst már a harmadik sortüzével villába fogta az Invincible-t és hamar elért két találatot rajta. A csata ebben a szakaszában a német zászlóshajót nem érte találat.
Sturdee igyekezett a távolságot növelni egy két pontos (22,5°) északi irányú forduló révén, hogy ne kerüljön a németek másodlagos tüzérségének – a 15 cm-es ágyúknak – a lőtávolságán belülre. Spee erre válaszul hirtelen délnek fordult, ami Sturdee-t a lőtávolságon belül maradáshoz szintén déli irányra kényszerítette. Ekkor Spee visszafordult északnak és elég közel tudott kerülni az ellenséghez, hogy a 15 cm-es lövegeit bevethesse. A német lövedékek olyan pontosak voltak, hogy a briteknek másodszor is kitérő manővert kellett végrehajtaniuk. A csata előrehaladtával azonban a britek tüze is pontosabbá vált, a Scharnhorst több találatot szenvedett el és tüzek keletkeztek a fedélzetén. A lövegei kezdtek ritkábban leadni sortüzeket, de továbbra is ért el találatokat az Invincible-n. Sturdee ezután balra kanyarodott, hogy a szélvédett oldalra kerüljön, de Spee ugyanígy tett a kedvező pozíciója megőrzése érdekében. Ez a manőver felcserélte a hajók sorrendjét és a Scharnhorst ezt követően az Inflexible-lel vívott tűzpárbajt.

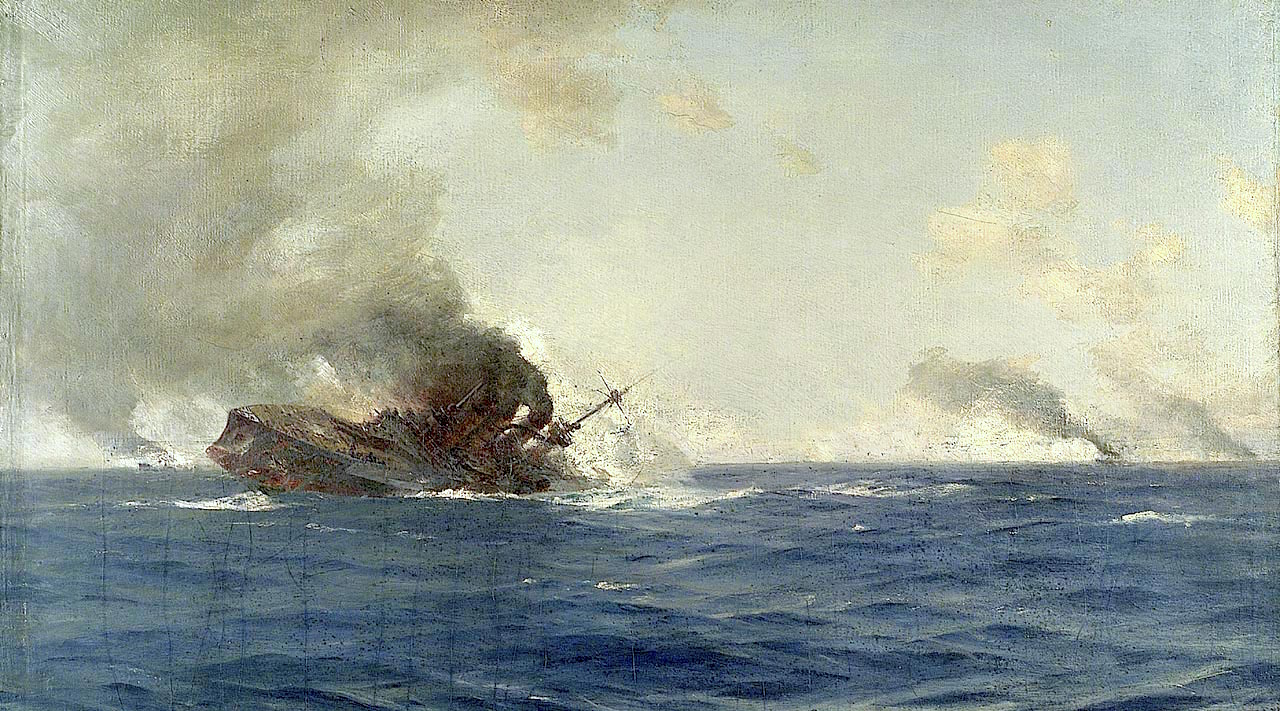
A Scharnhorst elsüllyesztése
(Thomas Jacques Somerscales olajfestménye)

A csatának ebben a fázisában a Scharnhorst kissé megdőlt balra és kb. egy méterrel nőtt a merülése. A harmadik kéményét ellőtték. A Gneisenaut rövid ideig eltakarta a füst, ami miatt mindkét csatacirkáló a Scharnhorstot lőtte. 16:00-kor Spee utasította a Gneisenaut, hogy próbáljon meg elszakadni, majd a hajójával az ellenség felé kanyarodott és megpróbált torpedótámadást intézni ellene. A balra való megdőlése ekkor jelentősen megnőtt és az orra már erősen megsüllyedt és már csak 2 méterre volt a víztől a fedélzet itteni része. 16:17-kor a Scharnhorst végül felborult és elsüllyedt. A három brit hadihajó közül egyik sem tett erőfeszítést a hajótöröttek kimentésére, olyannyira lekötötte őket a Gneisenau elleni küzdelem.
A hajó teljes személyzetével, köztük Spee tengernaggyal merült hullámsírba. A csatában elsüllyedt még a Gneisenau, a Leipzig és a Nürnberg is. A hadihajók közül egyedül a Dresdennek sikerült elmenekülnie. (Őt 1915 márciusában a Juan Fernández-szigeteknél támadta meg egy brit hajóraj nem törődve azzal, hogy semleges vizeken tartózkodott és már kérte internáltatását. Ezt a cirkálót végül a legénysége süllyesztette el.) A falklandi csata során összesen 2200 német tengerész veszett oda, köztük Spee két fia is.

## AScharnhorst-zászló
1915 közepén egy part mentén közlekedő gőzhajó egy német tengerész holttestére bukkant a brazil partoknál. A tengerésznél egy 21 cm-es lövedék hüvelyéből kialakított lezárt tartály volt, melyben a Scharnhorst hátsó lövegtornyában tartalékként elhelyezett hadilobogóját (Reichskriegsflagge) találták meg. A tengerészt Brazíliában temették el és a lobogót visszaszolgáltatták Németországnak, ahol azt a berlini Oceanográfiai Múzeumban (Museum für Meereskunde) állították ki. Ez a zászló elveszett a második világháború alatt.
Az 1930-as évek közepén az új német haditengerészet, a Kriegsmarine az egyik csatahajójának a Scharnhorst nevet adta. A vízrebocsátási ceremónián 1936 októberében a páncélos cirkáló parancsnokának özvegye is jelen volt.

## AScharnhorstmegtalálása
2014 decemberében, a falklandi csata 100. évfordulóján látott hozzá az elsüllyedt német cirkálók felkutatásának, de a küldetés ekkor még nem járt sikerrel. 2019-ben folytatták a keresést, ezúttal négy mélytengeri robot-tengeralattjáró (AUV) segítségével. A Falklands Maritime Heritage Trust szervezet által végzett kutatás már a harmadik napon, december 4-én sikerrel járt, mikor Port Stanleytől 98 tengeri mérföldnyire (180 km) délkeletre, 1610 méteres mélységben megtalálták a Scharnhorst maradványait. A hajótest a felvételek tanúsága szerint egyben, a megcsonkított felépítményeivel felfelé ül a becsapódási krátere közepén. A két lövegtornya – csakúgy mint a kazamaták számos lövege – eredeti helyén van.

## Fordítás
- Ez a szócikk részben vagy egészben  a   SMS Scharnhorst című angol Wikipédia-szócikk ezen változatának fordításán alapul.  Az eredeti cikk szerkesztőit annak laptörténete sorolja fel. Ez a jelzés csupán a megfogalmazás eredetét és a szerzői jogokat jelzi, nem szolgál a cikkben szereplő információk forrásmegjelöléseként.
- Ez a szócikk részben vagy egészben  a   SMS Scharnhorst című német Wikipédia-szócikk ezen változatának fordításán alapul.  Az eredeti cikk szerkesztőit annak laptörténete sorolja fel. Ez a jelzés csupán a megfogalmazás eredetét és a szerzői jogokat jelzi, nem szolgál a cikkben szereplő információk forrásmegjelöléseként.

## Külső hivatkozások
- SMS Scharnhorst fotógaléria (Angol)